# Glimépiride
Le glimépiride, est un antidiabétique oral vendu entre autres sous le nom commercial Amarel.

## Usage médical
C'est un médicament utilisé pour traiter le diabète sucré de type 2 ,. Il n'est pas considéré comme un traitement à donner en première intention, contrairement à la metformine. L'utilisation est recommandée avec un régime alimentaire et de l'exercice. Il est pris par voie orale. Le glimépiride prend jusqu'à trois heures pour un effet maximal et dure environ une journée.. Contrairement à d'autres antidiabétiques, il n'a pas démonté d'efficacité sur la survenue des complications vasculaires du diabète.

## Effets secondaires
Les effets secondaires courants comprennent les maux de tête, les nausées et les étourdissements, les effets secondaires graves peuvent inclure un trop faible taux de sucre dans le sang (hypoglycémie).
L'utilisation pendant la grossesse et l'allaitement n'est pas recommandée,.

## Histoire
Le glimépiride a été breveté en 1979 et approuvé pour un usage médical en 1995.   Il est disponible en tant que médicament générique  Un mois d'approvisionnement au Royaume-Uni coûte au NHS environ 7,00 livre sterling par mois à partir de 2019.  Aux États-Unis, le prix de gros de ce montant est d'environ 2,15 dollars américains.  En 2017, c'était le 64e médicament le plus couramment prescrit aux États-Unis, avec plus de douze millions d'ordonnances,.